# Стентън (град, Калифорния)
Стентън (на английски: Stanton) е град в окръг Ориндж, щата Калифорния, САЩ.
Стентън е с население от 37403 жители (2000) и обща площ от 8,1 km². Намира се на 20 m надморска височина. ЗИП кодовете му са 90680, а телефонният му код е 714.